# Leopold Ganz
Leopold Alexander Ganz, född den 28 november 1810 i Mainz, död den 15 juni 1869 i Berlin, var en tysk musiker. Han var bror till Adolf och Moritz Ganz samt farbror till Eduard Ganz. 
Ganz, som var kunglig preussisk konsertmästare i Berlin, var en utmärkt violinvirtuos. 